# Mar-Moussa - Douar
Mar-Moussa - Douar è un  comune (municipalité) del Libano situato nel distretto di al-Matn, governatorato del Monte Libano.